# Nagari Koto Baru (Baso)
Nagari Koto Baru is een bestuurslaag in het regentschap Agam van de provincie West-Sumatra, Indonesië. Nagari Koto Baru telt 1541 inwoners (volkstelling 2010).